# Case da incubo
Case da incubo (How Clean Is Your House?) è stato un programma televisivo di intrattenimento britannico in cui le esperte pulitrici Kim Woodburn e Aggie MacKenzie visitano case sporchissime e le puliscono. Le puntate, della durata di 30 minuti ciascuna, sono prodotte dalla Talkback Thames, la divisione britannica di produzione della FremantleMedia (a sua volta parte di RTL Group), e sono trasmesse sui canali televisivi britannici Channel 4 e S4C. È stato trasmesso per la prima volta nel 2003 ed ha avuto immediatamente un forte seguito di pubblico.  In Italia è trasmesso da LEI, canale satellitare di SKY Italia e dal canale televisivo Real Time.

## Il programma
Ogni puntata segue lo stesso schema. All'inizio, gli abitanti della casa da pulire vengono presentati brevemente agli spettatori. Quindi, accompagnati da una musica di sottofondo da film dell'orrore, Kim ed Aggie esplorano la casa di persona, esaminando la sporcizia e spesso annusando le zone più pestilenziali (quasi sempre Kim dice che si ammalerà, anche se non succede mai). Kim ed Aggie quindi incontrano i residenti prima dell'inizio delle pulizie, assistite da svariati pulitori professionisti. Durante questo processo, che comprende la parte centrale della puntata, Kim ed Aggie presentano consigli per affrontare particolari opere di pulizia con i residenti (e gli spettatori), spesso ricorrendo a metodi tradizionali piuttosto che a costosi prodotti commerciali. Ad un certo punto, Aggie prende campioni di sporco dalle zone più devastate della casa e li fa analizzare in laboratorio; in questo modo rivela ai residenti con quale tipo di batteri e microbi essi convivono. Poco prima della fine della puntata, viene mostrata ai residenti la loro casa appena pulita. Ogni episodio si conclude con Kim ed Aggie che tornano dopo qualche settimana per controllare che la casa sia ancora pulita ed ordinata (di solito lo è).
Kim, ex pulitrice professionista, assume il ruolo di una donna dominante, che sgrida i residenti per aver trattato così male le loro case con osservazioni pungenti e punzecchiature umoristiche. Mentre pulisce, è vestita di bianco con i suoi tipici guanti di gomma con interno in pelo e le perle. Nel frattempo, Aggie, che ha lavorato per la rivista Good Housekeeping e per il MI6 (i servizi segreti britannici), assume il ruolo del "detective dello sporco", eseguendo compiti come le analisi batteriche. Il duo è diventato molto famoso nel Regno Unito, al punto che vengono sempre chiamate semplicemente Kim and Aggie.
Lo show è di tono leggero, ricade più nell'intrattenimento che nei programmi di pubblica utilità. Gran parte del fascino della trasmissione deriva dal piacere quasi voyeuristico di vedere come alcune persone tengano male le proprie case (molte non sono mai state pulite per anni), anche se i consigli per le pulizie aggiungono un valore pratico allo spettacolo.

## Adattamenti
Il format è stato adattato in molti altri paesi. La versione statunitense è presentata ancora da Kim ed Aggie ed è stata trasmessa da settembre 2004 sul canale Lifetime.
Kim ed Aggie hanno anche scritto nel 2003 un libro, anch'esso intitolato How Clean Is Your House?. La FreemantleMedia ha anche firmato contratti di licenza e per il merchandising con molte aziende produttrici di prodotti per le pulizie ed altre aziende.
Nel 2004 Kim ed Aggie hanno realizzato una versione della serie dal titolo Too Posh to Wash sull'igiene personale.